# Elsa Louise van Gool
Elsa Louise van Gool (Voorburg, 7 februari 1913 – Auschwitz, 6 maart 1944) was een Nederlands verzetsstrijdster tijdens de Tweede Wereldoorlog.

## Biografie
Van Gool werd geboren in een communistisch/socialistisch gezin. Haar moeder was Joods. Van Gool werd assistente bij de Openbare Leeszaal.
Tijdens de Tweede Wereldoorlog woonde ze aan het Stuyvesantplein in Den Haag. Ze was lid van de verzetsorganisatie LO/LKP. Op 17 juli 1943 werd ze gearresteerd wegens het huisvesten van een Joodse onderduikster. Van Gool zat van 17 juli 1943 tot 19 augustus 1943 gevangen in het Oranjehotel, in cel 385. Via Kamp Vught en Kamp Westerbork werd ze op 3 maart 1944 getransporteerd naar Auschwitz. Op 6 maart 1944 kwam Van Gool om in Auschwitz.

## Eerbetoon
- Haar naam staat vermeld op de Erelijst van Gevallenen 1940-1945.[7]
- Haar naam staat vermeld in het Dodenboek en op het digitaal Namenmonument van het Oranjehotel.[8][4]
- Haar naam staat vermeld op het Monument voor Vrede en Vrijheid in Leidschendam.[9]